# Caballo (Philippines)
Pour les articles homonymes, voir Caballo.
Caballo est une île rocheuse des Philippines, située à l'entrée de la baie de Manille.

## Géographie
Elle s'étend sur 1,2 km de longueur. Son point culminant s'élève à 116 m d'altitude. 

## Histoire
Elle est essentiellement célèbre pour avoir été le lieu d'occupation du fort Hughes (en) qui fut très lourdement bombardé pendant la Seconde Guerre mondiale. 
L'île est de nos jours occupée par la marine philippine et est interdite au public. Les vestiges des anciennes fortifications y sont toujours présents. 
En novembre 2014, les casques bleus philippins de retour du Liberia y ont été mis en quarantaine pendant 21 jours à la suite des risques liées à Ebola.